# Константінос Йосіфідіс
Константінос Йосіфідіс (грец. Κωνσταντίνος Iωσηφίδης, нар. 14 січня 1952, Салоніки) — грецький футболіст, що грав на позиції захисника.
Виступав за клуб ПАОК, а також національну збірну Греції, у складі якої був учасником чемпіонату Європи 1980 року.
З 2005 року — генеральний менеджер клубу ПАОК.

## Клубна кар'єра
У дорослому футболі дебютував 1971 року виступами за команду клубу ПАОК з рідного міста Салоніки, кольори якої і захищав протягом усієї своєї кар'єри гравця, що тривала цілих п'ятнадцять років. Більшість часу, проведеного у складі ПАОКа, був основним гравцем захисту команди. За цей час провів за команду 397 матчів, що є другим результатом в історії клубу після Гіоргоса Кудаса.
У складі команди двічі ставав чемпіоном Греції — у 1976 і 1985 роках.

## Виступи за збірну
1974 року дебютував в офіційних матчах у складі національної збірної Греції. Протягом кар'єри у національній команді, яка тривала 9 років, провів у формі головної команди країни 51 матч, забивши 2 голи.
У складі збірної був учасником чемпіонату Європи 1980 року в Італії, де взяв участь у двох програних матчах групового етапу — проти Нідерландів і Чехословаччини.

## Титули і досягнення
- Чемпіон Греції (2):

1975/76, 1984/85
- Володар Кубка Греції (2):

1971/72, 1973/74